# Beaulieu-sur-Dordogne
Beaulieu-sur-Dordogne is een gemeente in het Franse departement Corrèze (regio Nouvelle-Aquitaine). De plaats maakt deel uit van het arrondissement Brive-la-Gaillarde. Het dorp ligt op de oevers van de Dordogne. Op 1 januari 2019 fuseerde de gemeente Brivezac met Beaulieu-sur-Dordogne tot de commune nouvelle Beaulieu-sur-Dordogne. De gemeente telde 1.310 inwoners op 1 januari 2022. Beaulieu-sur-Dordogne is lid van Les Plus Beaux Villages de France.

## Geografie
De oppervlakte van Beaulieu-sur-Dordogne bedroeg voor de fusie 8,7 km², na de fusie 16.89 km². De bevolkingsdichtheid daalde door de fusie van 147,8 inwoners per km² naar 76 per km². Op 1 januari 2022 was de 16,89 vierkante kilometer; de bevolkingsdichtheid was toen 77,6 inwoners per km².
De onderstaande kaart toont de ligging van Beaulieu-sur-Dordogne met de belangrijkste infrastructuur en aangrenzende gemeenten.

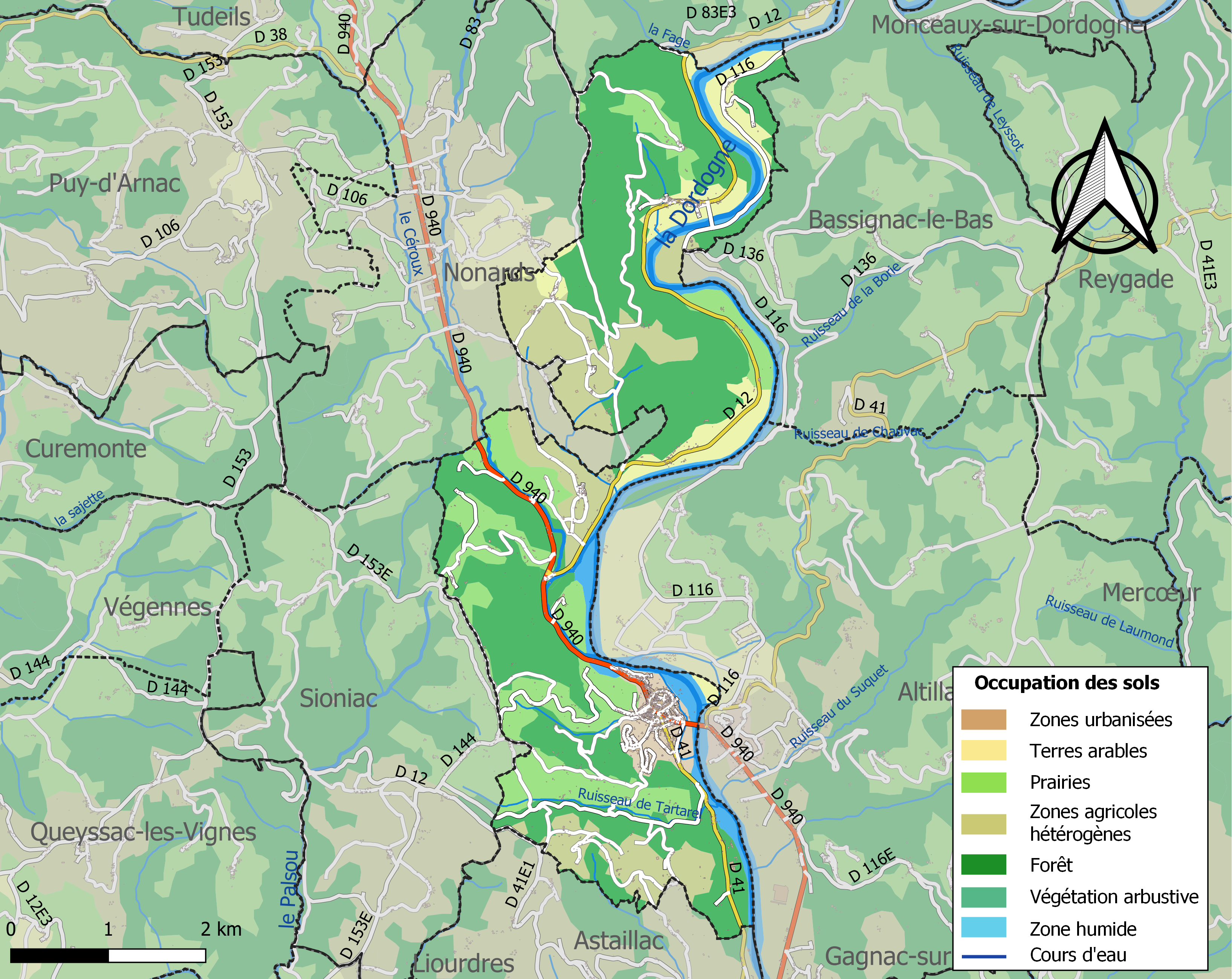
Beaulieu-sur-Dordogne

## Demografie
Onderstaande figuur toont het verloop van het inwonertal.

## Bezienswaardigheden
- de abdijkerk Saint-Pierre, een bedevaartsoord, heeft o.a. een prachtig uitgewerkt romaans timpaan.
- de kapel des Pénitents, aan de oever van de Dordogne, heeft een mooie clocher-mur.[4] Omdat de abdijkerk voorbehouden was aan geestelijken en pelgrims moesten de gelovige inwoners van Beaulieunaar deze kapel gaan om de diensten bij te wonen.
- het kasteel d'Estresse.
- de middeleeuwse binnenstad waarvan de straatjes naar het kerkplein leiden. Het huis 'dite renaissance' is er een van de mooiste huizen en heeft een rijke bewerkte gevel.

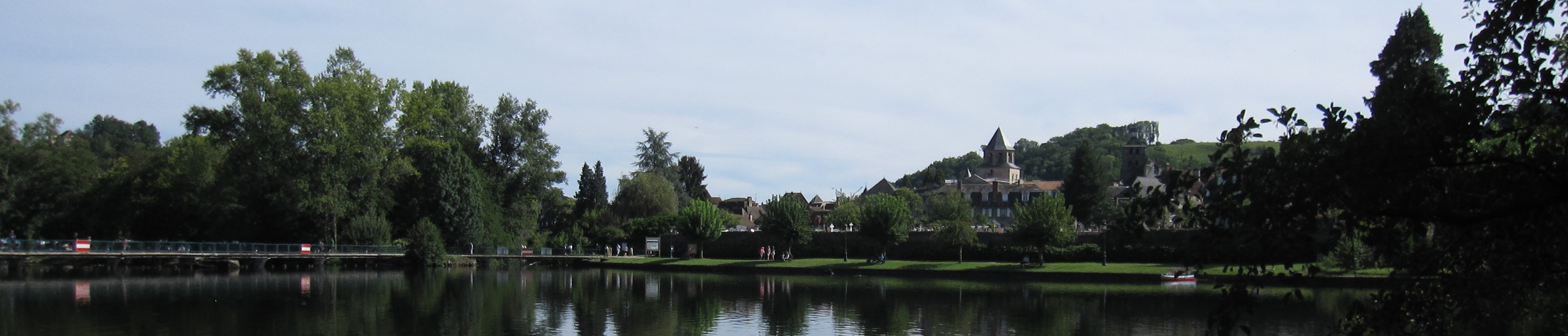
Panoramisch uitzicht op Beaulieu-sur-Dordogne